# 納拉 (馬里)

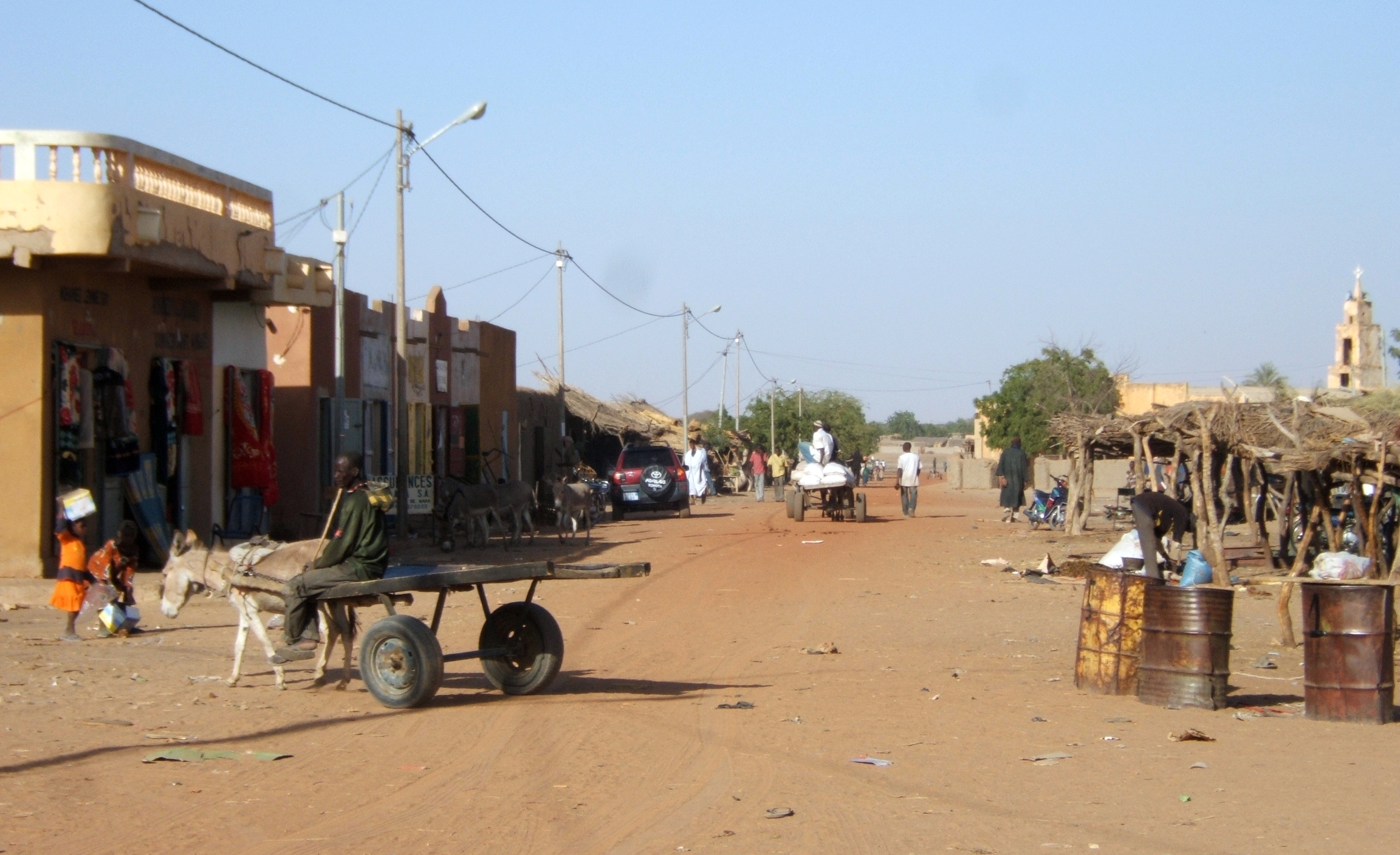
納拉

納拉（法語：Nara），是馬里的城鎮，位於該國西部，由庫利科羅區負責管轄，是納拉省的首府，面積1,300平方公里，2009年人口19,793，人口密度每平方公里15人。

## 友好城市
- 法國 坎佩莱